# Pršleti
Pršleti es una localidad de Croacia en la ciudad de Čabar, condado de Primorje-Gorski Kotar.

## Geografía
Se encuentra a una altitud de 614 m s. n. m. a 155 km de la capital nacional, Zagreb.

## Demografía
Para la fecha del censo 2011 la población se encontraba deshabitada.
| Gráfica de población de Pršleti 1857-2011                           |
|                                                                     |
| Según los censos de población de la oficina estadística de Croacia. |